# Христос в терновом венце
«Христос в терновом венце» («Се человек») — картина фламандского художника Питера Пауля Рубенса из собрания Государственного Эрмитажа.
Картина иллюстрирует евангельский эпизод, описанный в Евангелии от Иоанна:

Пилат опять вышел и сказал им: вот, вывожу я Его к вам, чтобы вы знали, что я не нахожу в Нём никакой вины. Тогда вышел Иисус в терновом венце и багрянице. И сказал им Пилат: се, Человек!

Изображён Христос в терновом венце и со связанными сзади руками, на груди и плечах видны следы бичевания. Слева из-за его плеча выглядывает Понтий Пилат с указующим перстом, справа воин в металлическом шлеме укрывает Христа багряницей.
Научный сотрудник Эрмитажа Н. И. Грицай, описывая картину отмечала: «Скрытая динамика, волевой накал одухотворяют каждый мускул фигуры Христа, с несколько караваджистским вызовом выдвинутой на зрителя».
Искусствовед И. В. Линник считает, что прототипом фигуры Иисуса послужила античная скульптура «Кентавр, покорённый Амуром» из Галереи Боргезе в Риме (со времени Наполеоновских войн — в Лувре). С этой скульптуры Рубенсом было сделано несколько рисунков, один из которых находится в Пушкинском музее в Москве (бумага, чёрный мел; 46,3 × 39,7 см; инвентарный № Р-7099). Ещё несколько копий с разных рисунков Рубенса с «Кентавра» — в Кабинете гравюр Государственного музея искусств в Копенгагене.
И. В. Линник также установила, что фигуры персонажей имеют близость к работам учителя Рубенса Отто Вениуса: например, облик Христа значительно похож на Христа с картины Вениуса «Несение креста» (Королевские музеи изящных искусств в Брюсселе). Смольская утверждает что художник придал Христу свои черты.
Для написания головы Пилата Рубенс использовал свой собственный этюд «Голова старика», выполненный около 1609 года и который также находится в Эрмитаже.
Картина написана около 1612 года, ранняя её история неизвестна. В конце XVIII века она принадлежала князю А. А. Безбородко, далее находилась в семейном собрании и после смерти Н. А. Кушелева-Безбородко в 1862 году оказалась в Музее Академии художеств. В 1922 году была передана в Эрмитаж. Выставляется в здании Нового Эрмитажа в зале 247 (зал Рубенса).
- «Кентавр, покорённый Амуром». Лувр
- П. П. Рубенс. «Кентавр, покорённый Амуром». Пушкинский музей
- П. П. Рубенс. «Голова старика». Этюд
- Картина в зале 247 Нового Эрмитажа

Существует несколько старинных копий картины. Одна из них выполнена непосредственно в мастерской Рубенса кем-то из его учеников и находится в Баварских государственных художественных собраниях во дворце Шлайсхайм. Ещё одна копия неизвестного фламандского художника XVII века имеется в Художественном музее Джона и Мейбл  Ринглингов в Сарасоте. Копия работы Ваутерса Моля хранится в Рейксмюсеуме в Амстердаме.
С картины было снято несколько гравюр, самая ранняя создана в 1612 году Корнелисом Галле. Один из сохранившихся оттисков этой гравюры находится в собрании Ирбитского государственного музея изобразительных искусств (бумага «верже», резец; 37,1 × 27,8 см; инвентарный № Г12716).